# Keegan Connor Tracy
Pour les articles homonymes, voir Connor.
Keegan Connor Tracy, née le 3 décembre 1971 à Windsor, (Canada), est une actrice canadienne.

## Biographie
Née Tracy Armstrong, elle étudie la psychologie à l'Université Wilfrid-Laurier (Waterloo).
Elle a passé une année en Europe travaillant à Dublin, Paris et Nice, où elle était censée accomplir sa 4e année d'étude. Elle est revenue plus tard à la WLU pour finir ses études. Elle a déménagé à Vancouver, C.B. où elle a eu tous ses emplois d'actrice. Elle mesure 5' 3 (1.60m). Elle a lancé sa propre compagnie de production - Drama Queen Productions. Grâce à ses années en Europe, elle parle correctement le français, l'irlandais, le russe et l'espagnol. Elle pratique des arts martiaux (Pankration). Elle est de la même ville canadienne que l'acteur James Doohan (Star Trek). Elle est une bonne amie de Victor Formosa. Elle a travaillé avec lui sur Coroner Da Vinci (Da Vinci's Inquest) à Vancouver, C.B en 1998. Elle est surtout connue pour son rôle dans Destination finale 2 en 2003. Elle désire vivre en France.
Elle a produit son propre petit Film nommé "The Girl" d'une durée de 6 minutes.

## Filmographie

### Actrice

#### Cinéma
- 1999 : Double Jeopardy : Boutique Saleswomen
- 2000 : Duos d'un jour (Duets) : Shelia
- 2001 : Out of Line : Clarie Carol
- 2001 : Kill Me Later : Heather
- 2002 : Blackwoods : Dawn/Molly
- 2002 : 40 jours et 40 nuits : Mandy Cartman
- 2003 : Destination finale 2 : Kat Jennings
- 2003 : A Problem with Fear : Vicky
- 2003 : Mob Princess : Patti
- 2005 : Chaos : Marnie Rollins
- 2005 : White Noise : Mirabelle Keegan
- 2006 : Her Fatal Flaw : Brooke
- 2006 : Dark Storm : Sam
- 2006 : The Net 2.0 : Z.Z.
- 2007 : Givré ! (Numb) : infirmière de l’hôpital Mont Sinaï
- 2008 : The Women : Dolly Dupuyster
- 2010 : Mise à prix 2 ( 	Smokin' Aces 2: Assassins' Ball) : Vicky Salerno
- 2012 : Sous surveillance (The Company You Keep) : Secrétaire de Jim Grant
- 2013 : Lessons in Love (Words and Pictures) de Fred Schepisi : Ellen
- 2013 : Embrace of the Vampire : Daciana
- 2015 : Dead Rising de Zach Lipovsky : Jordan
- 2016 : Dead Rising: Endgame (Sorti en Streaming et Direct-To-DVD) de Pat Williams : Jordan
- 2019 : Z (en) de Brandon Christensen : Elizabeth Beth Parsons

#### Télévision

##### Séries télévisées
- 1997-1999 : Viper : Charmine Grimes
- 1998 : Breaker High : Yvette (1 épisode)
- 1998 : Three : Eve (1 épisode)
- 1998 : First Wave : Nicole (1 épisode)
- 1998 : The Net : Nadine (1 épisode)
- 1998 : The New Addams Family : Consuela (1 épisode)
- 1998 : Millennium : Lhasa (1 épisode)
- 1999 : Night Man : Angel (2 épisodes)
- 1999 : Beggars and Choosers : Audrey Malone (2 épisodes)
- 1999 : Sept jours pour agir : Claire (saison 2 épisode 3)
- 2001 : Strange Frequency : Kim (1 épisode)
- 2002 : Dark Angel : Rain (1 épisode)
- 2002-2005 : Coroner Da Vinci (Da Vinci's Inquest) : Jackie (2 épisodes)
- 2003-2004 : Jake 2.0 : Diane Hughes (16 épisodes)
- 2005 : Les 4400 : Alison Driscoll (2 épisodes)
- 2006 :  Psych : Enquêteur malgré lui : Priscilla Osterman (saison 1 épisode 12)
- 2006 : Stargate SG-1 : Dr. Redden (saison 10 épisode 5)
- 2006 : Supernatural : Karen Giles (saison 2 épisode 7)
- 2007-2008 : Battlestar Galactica : Jeanne (6 épisodes)
- 2008 : Supernatural : L’éditrice (saison 4 épisode 18)
- 2010 : Eureka : Dr. Viccelli (1 épisode)
- 2010 : Life Unexpected : Jenny (1 épisode)
- 2011 : V : Eileen Rounick  (1 épisode)
- 2011-2018 : Once Upon a Time : Mère Supérieure / La Fée Bleue (24 épisodes)
- 2013-2017 : Bates Motel : Miss Watson (8 épisodes)
- 2014-2015 : Heartland (série télévisée canadienne) : Crystal, tante de Georgie Crawley (Saison 8 Épisode 7 et 8).
- 2016 : The Magicians : Professeur Lipson (3 épisodes)
- 2019 : Les Désastreuses Aventures des orphelins Baudelaire : Brucie (2 épisodes)
- 2019 : Supernatural : La sorcière
- 2020 : The Twilight Zone : La Quatrième Dimension : Gloria
- 2023 : Creepshow (série télévisée) saison 4 épisode 3 (La veuve noire) : Marcia

##### Téléfilms
- 2006 : La Conviction de ma fille (The Perfect Suspect) : Erin
- 2009 : Petits meurtres entre voisins (The Building) : Lily
- 2015 : Le Mensonge de ma vie (My Life as a Dead Girl) : Kim
- 2015 : Descendants : la reine Belle
- 2017 : Descendants 2 : Belle
- 2019 : Descendants 3 : Belle

### Réalisatrice
- 2022 : Le berceau du secret (Cradle Did Fall)

## Distinctions

### Nominations
- 2019 : Blood in the Snow Canadian Film Festival de la meilleure actrice dans un thriller horrifique pour Z (en) (2019).
- 2019 : UBCP/ACTRA Awards de la meilleure actrice dans un thriller horrifique pour Z (en) (2019).
- 2020 : Leo Awards de la meilleure actrice dans un thriller horrifique pour Z (en) (2019).
- 2023 : Leo Awards de la meilleure actrice dans une série télévisée horrifique pour Creepshow (2019-2022).

## Voix françaises
En France, Léa Gabriele, est la voix française régulière de Keegan Connor Tracy. Cathy Diraison,, Maia Baran et Hélène Bizot  l'ont également doublée à trois reprises pour les deux premières et à deux occasions pour la suivante.
Au Québec, l'actrice est doublée par deux comédiennes.